# Maghalie van der Bunt-George
Maghalie van der Bunt-George (Delft 1973) is een Nederlands-Curaçaose schrijver en beeldend kunstenaar.

## Biografie
Maghalie van der Bunt-George werd in 1973 geboren in Delft. Haar vader was van Curaçaose afkomst en haar moeder van Nederlandse. Ze groeide op in Curaçao en studeerde in Nederland, waarna ze naar het eiland terugkeerde.
In 2024 kwam haar verhalenbundel Oro is goud: verhalen van Otrobanda en Nieuw Nederland uit bij uitgeverij De Wintertuin. Deze bundel verhalen spelen zich af in diverse tijdsgewrichten in Willemstad op Curaçao. Oro is goud begint met een liefdesverklaring voor het Papiaments. Oro is het woord voor goud in het Papiaments.
Het beeld Gorgeous eh? gemaakt in 2016 door Maghalie van der Bunt-George staat in de beeldentuin Blue Bay op Curaçao.
In 2025 werd Maghalie van der Bunt-George directeur monumentenzorg op Curacao.